# San Pietro in Gu
San Pietro in Gu est une commune italienne de la province de Padoue, dans la région Vénétie.

## Administration
| Période                                  | Période | Identité | Étiquette | Qualité |
| ---------------------------------------- | ------- | -------- | --------- | ------- |
|                                          |         |          |           |         |
| Les données manquantes sont à compléter. |         |          |           |         |

### Communes limitrophes
Bolzano Vicentino, Bressanvido, Carmignano di Brenta, Gazzo, Grantorto, Pozzoleone, Quinto Vicentino.